# ISO 3166-2:MG
ISO 3166-2:MG is een ISO-standaard met betrekking tot de zogenaamde geocodes. Het is een subset van de ISO 3166-2 tabel, die specifiek betrekking heeft op Madagaskar.
De gegevens werden tot op 27 november 2015 geüpdatet op het ISO Online Browsing Platform (OBP). Hier worden 6 provincies -  province (en) / province (fr) / faritany (mg) – gedefinieerd.
Volgens de eerste set, ISO 3166-1, staat MG voor Madagaskar, het tweede gedeelte is een eenletterige code.

## Codes
| Code | Naam         |
| ---- | ------------ |
| MG-T | Antananarivo |
| MG-D | Antsiranana  |
| MG-F | Fianarantsoa |
| MG-M | Mahajanga    |
| MG-A | Toamasina    |
| MG-U | Toliara      |